# Крисоватий Олекса
Олекса Крисоватий (? — ?) — селянин, громадський діяч. Неписьменний війт села Кошляки (нині Підволочиського району, Тернопільська область, Україна). Був обраний послом до Галицького сейму IX скликання (від IV курії у 1908 році в окрузі Збараж). Член «Русского клуба».